# 1966 en arts plastiques
| Années des arts plastiques : 1963 - 1964 - 1965 - 1966 - 1967 - 1968 - 1969    |
| Décennies des arts plastiques : 1930 - 1940 - 1950 - 1960 - 1970 - 1980 - 1990 |

Cette page concerne l'année 1966 en arts plastiques.

## Œuvres
- Le Monstre de Soisy, sculpture de Niki de Saint Phalle.

## Naissances
- 13 juillet : Nicolas Pascarel, photographe français.
- 18 août : Gustavo Charif, artiste argentin.
- ? : Mr Brainwash (Thierry Guetta), est un artiste français d'art urbain,
- ? : Slimane Ould Mohand, peintre et graveur algérien,

 ? : Elena Khmeleva, artiste peintre russe.

## Décès
- 4 janvier : Mollie Faustman, peintre, illustratrice, journaliste et autrice suédoise (° 15 mars 1883),
- 6 janvier :
  - Marc Choisnard, peintre français (° 11 mars 1879),
  - Jean Lurçat, peintre, céramiste et créateur de tapisserie français (° 1er juillet 1892),
- 11 janvier : Alberto Giacometti, peintre et sculpteur suisse (° 10 octobre 1901),
- 30 janvier : Joseph Steib, peintre français (° 26 juillet 1898),
- 3 février : Walter Eglin, peintre et mosaïste suisse (° 10 mars 1895),
- 17 février : Hans Hofmann, peintre allemand  (° 21 mars 1880),
- 22 février : Barbara Konstan, peintre française d'origine polonaise (° 16 juin 1895),
- 26 février : Gino Severini, peintre italien (° 7 avril 1883),
- 12 mars :
  - Louis Bonamici, peintre français (° 13 janvier 1878),
  - Victor Brauner, peintre français d'origine roumaine (° 15 juin 1903),
- 13 mars : Onofrio Martinelli, peintre italien (° 13 janvier 1900),
- 14 mars : Marius Hubert-Robert, peintre orientaliste et illustrateur français (° 10 juin 1885),
- 20 mars : Démétrios Galanis, peintre et graveur grec naturalisé français (° 17 mai 1879),
- 1er avril : Henri Sollier, peintre, graveur et dessinateur français (° 7 décembre 1886),
- 6 avril : Ryūshi Kawabata, peintre japonais (° 10 juin 1885),
- 7 avril : Charles Blanc-Gatti, peintre suisse (° 26 janvier 1890),
- 8 avril : Géo-Fourrier, peintre, illustrateur et graveur français (° 16 juin 1898),
- 13 avril : Carlo Carrà, peintre italien, cofondateur du futurisme (° 11 février 1881),
- 17 avril :
  - Marcel Bloch, peintre, lithographe, aquafortiste, pastelliste, portraitiste et illustrateur français (° 26 décembre 1882),
  - Júlíana Sveinsdóttir, peintre et artiste textile islandaise (° 31 juillet 1889),
- 18 avril : Robert Lotiron, peintre et graveur français (° 29 octobre 1886),
- 23 avril :
  - Jeanne Kosnick-Kloss, peintre abstraite française d'origine allemande (° 13 mars 1892),
  - Eugene McCown, peintre, pianiste et écrivain américain (° 27 juillet 1898),
- 30 avril : Jan Cornelis Hofman, peintre néerlandais (° 12 avril 1889),
- 3 mai : Amédée Ozenfant, peintre, théoricien de l'art, conférencier et critique d'art français (° 15 avril 1886),
- 14 mai : Ludwig Meidner, peintre et graveur expressionniste juif allemand (° 18 avril 1884),
- 26 mai : Odette Pauvert, peintre et illustratrice française (° 10 novembre 1903),
- 3 juin : Charles-Clos Olsommer, peintre suisse (° 17 mars 1883),
- 10 juin : Felice Carena, peintre italien (° 13 août 1879),
- 16 juin : Gustave Soury, peintre animalier et affichiste français (° 26 août 1884),
- 18 juin : François Heigel, peintre français (° 28 septembre 1889),
- 24 juin : Louise Dupau, peintre française (° 4 juin 1874),
- 4 juillet : Édouard Elzingre, peintre, affichiste et illustrateur suisse (° 2 juillet 1880),
- 14 juillet : Julie Manet, peintre française (° 14 novembre 1878),
- 26 juillet : Jean-Edouard de Castella, peintre et dessinateur suisse (° 21 novembre 1881),
- 29 juillet : Russell Clark, peintre, sculpteur, et professeur d'université néo-zélandais (° 27 août 1905),
- 2 août ou 3 août : Tristan Klingsor, poète, musicien, peintre et critique d'art français (° 8 août 1874),
- 17 août : Burkards Dzenis, sculpteur letton (° 11 juillet 1879),
- 18 août : Émile Colinus, peintre et dessinateur français (° 17 novembre 1884),
- 19 août : Tatiana Mavrina, peintre et illustratrice soviétique russe (° 20 décembre 1900),
- 24 août :
  - René Jaudon, dessinateur et lithographe français (° 18 mars 1889),
  - Fritz Osswald, peintre postimpressionniste suisse (° 23 juin 1878),
- 26 août : Edmond Blampied, lithographe, caricaturiste, dessinateur, illustrateur de livres, aquarelliste, peintre, sculpteur et graveur jersiais (° 30 mars 1886),
- 4 septembre : Maurice Ruffin, peintre et graveur français (° 19 janvier 1880),
- 6 septembre : Celso Lagar, peintre, sculpteur et lithographe espagnol (° 4 février 1891),
- 7 septembre : Henri Rabinger, peintre et illustrateur luxembourgeois (° 25 février 1895),
- 23 septembre : Marcel Payen, peintre français (° 4 janvier 1895),
- 2 octobre : Anna Lesznai, poétesse, graphiste et peintre hongroise (° 3 janvier 1885),
- 7 octobre : Elisabeth Turolt, sculptrice autrichienne (° 1er septembre 1902).
- 10 octobre : Camille Godet, peintre français (° 5 juillet 1879),
- 13 octobre : Henri Vergé-Sarrat, peintre belge (° 15 juillet 1880),
- 31 octobre : Germain Delatousche, peintre et illustrateur français (° 27 août 1898),
- 1er décembre : Ami-Ferdinand Duplain, peintre et journaliste suisse (° 16 mars 1893),
- 4 décembre : Pierre Combet-Descombes, peintre français (° 24 mars 1885),
- 12 décembre : Léopold Lévy, peintre et graveur français (° 5 septembre 1882),
- 16 décembre : Mathilde Arbey, peintre française (° 24 janvier 1890),
- 23 décembre : Jehan Berjonneau, peintre français (° 26 décembre 1890),
- 28 décembre : Vincenc Makovský, sculpteur d'avant-garde et dessinateur industriel austro-hongrois puis tchécoslovaque (° 3 juin 1900),
- 30 décembre : Henryk Gotlib, peintre, dessinateur, graveur et écrivain britannique d'origine polonaise (° 10 janvier 1890),
- ? :
  - Enrico Castello, illustrateur et peintre futuriste italien (° 1890),
  - Émile Fabry, peintre belge (° 31 décembre 1865).